# D. J. Carton
Desi Justice "D. J." Carton, né le 5 août 2000 à Pineville en Caroline du Nord, est un joueur américain de basket-ball évoluant au poste de meneur et mesurant 1,89 m.

## Biographie

### NBA
En février 2024, il signe un contrat de 10 jours en faveur des Raptors de Toronto. Par la suite, il signe un contrat two-way avec la franchise canadienne.

## Statistiques

### Universitaires
Les statistiques de D. J. Carton en matchs universitaires sont les suivantes :
| Saison    | Équipe     | Matchs | Titul. | Min./m | % Tir | % 3pts | % LF | Rbds/m. | Pass/m. | Int/m. | Ctr/m. | Pts/m. |
| --------- | ---------- | ------ | ------ | ------ | ----- | ------ | ---- | ------- | ------- | ------ | ------ | ------ |
| 2019-2020 | Ohio State | 20     | 3      | 23.9   | .477  | .400   | .759 | 2.8     | 3.0     | .7     | .4     | 10.4   |
| 2020-2021 | Marquette  | 27     | 24     | 31.1   | .446  | .282   | .743 | 4.1     | 3.4     | 1.1    | .4     | 13.0   |
| Carrière  | Carrière   | 47     | 27     | 28.0   | .457  | .322   | .748 | 3.5     | 3.2     | .9     | .4     | 11.9   |

## Palmarès et distinctions individuelles
- Iowa Mr. Basketball (2019)